# 鶴峠 (山梨県)

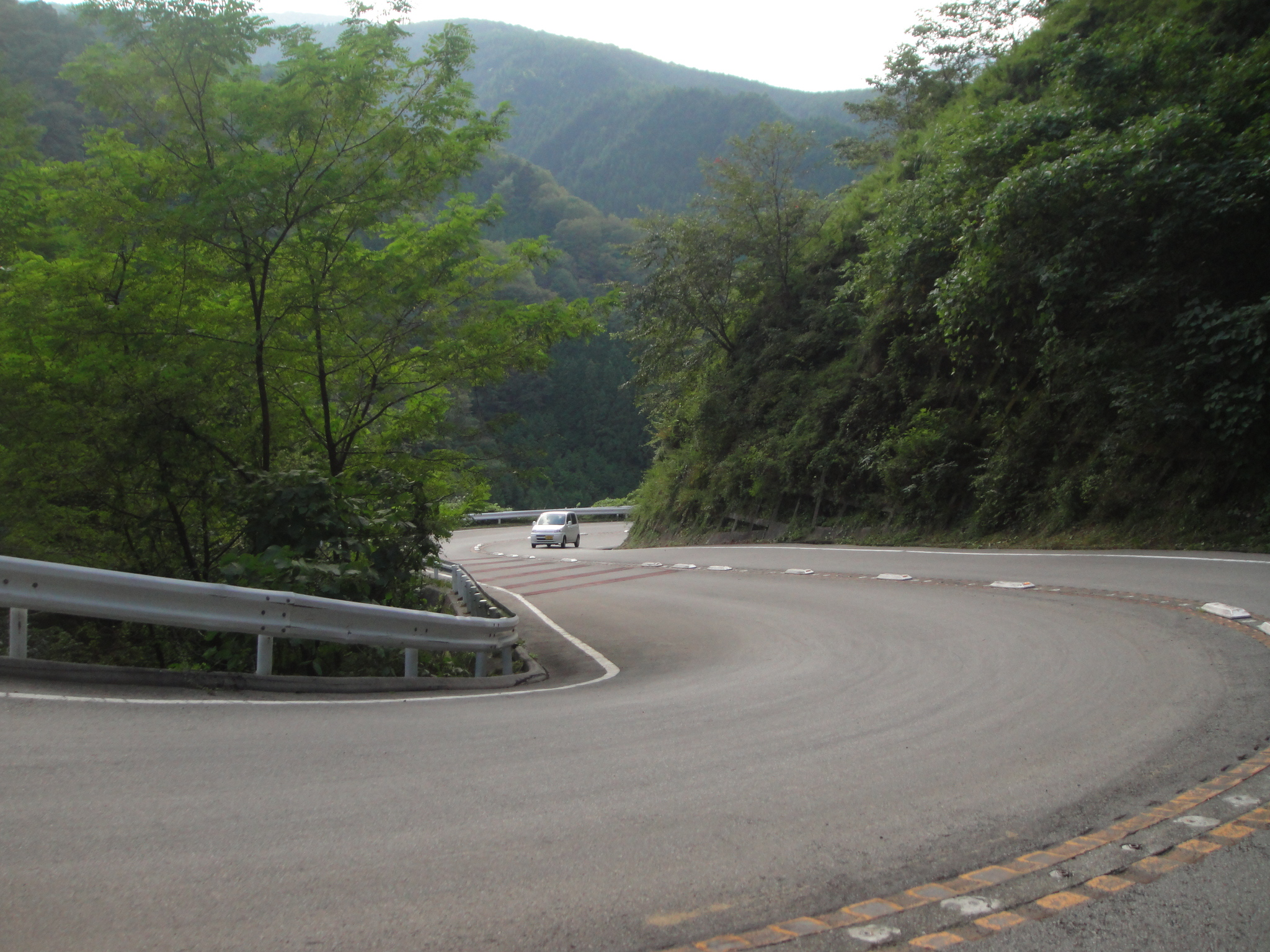
鶴峠を通る山梨県道18号上野原丹波山線

鶴峠（つるとうげ）は、山梨県北都留郡小菅村字白沢・長作の間にある峠。標高870m。

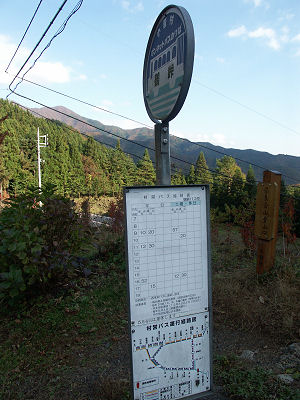
「鶴峠」を表すものはバス停のみ、バス停のすぐ後ろに登山口の案内表示がある。長作観音は南へ少し下ったところにある。（2005年11月撮影）

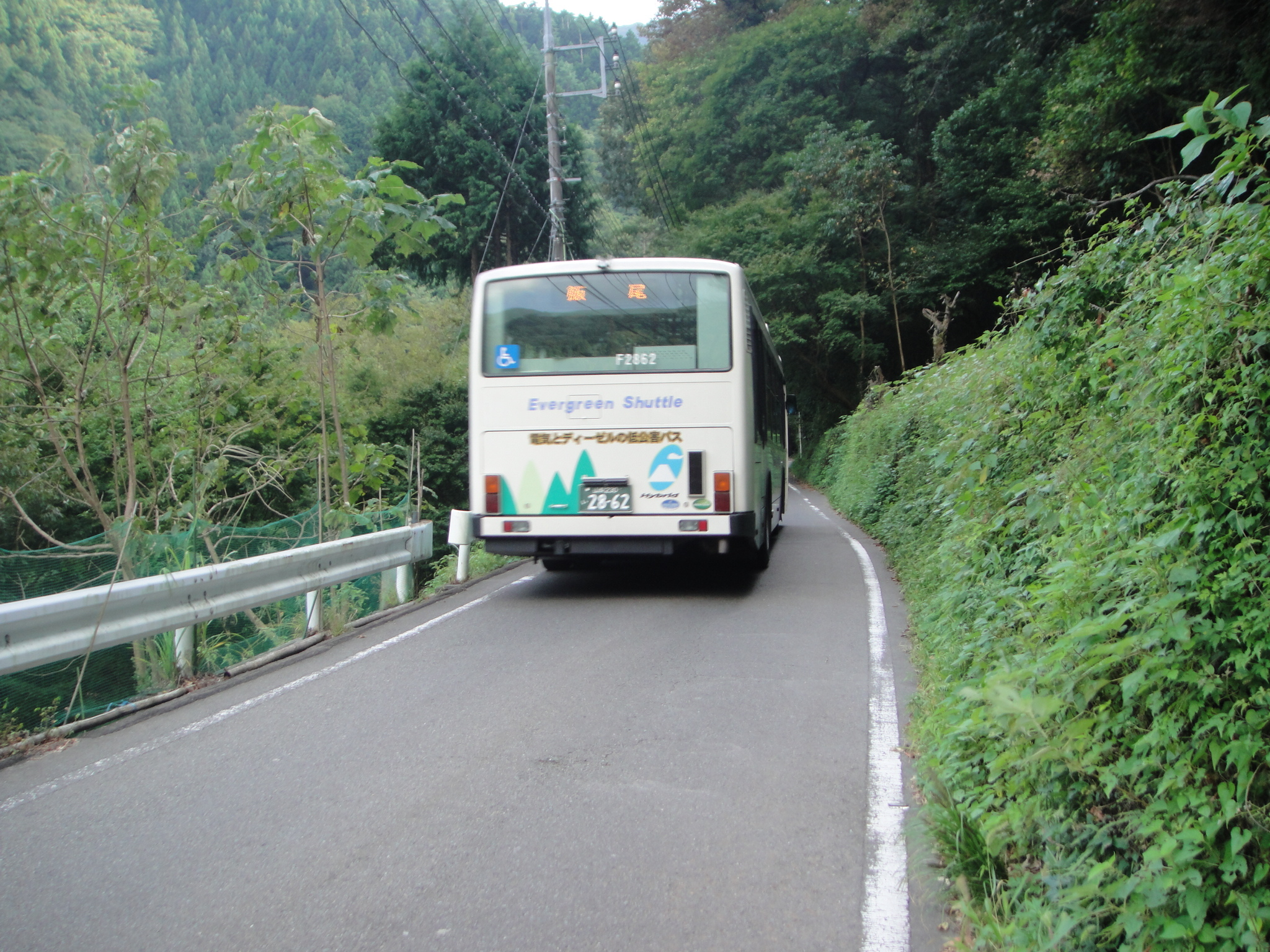
飯尾行きのバス

## 地理
峠付近から北へは白沢川（しらさわがわ、多摩川水系）が、南へは鶴川（つるかわ、相模川水系）が、それぞれ流れており、峠付近は両河川の水源の森になっているとともに、両水系の分水嶺になっている。
また、峠付近は三頭山への登山口になっており、奈良倉山・松姫峠方面への山道はハイキングコースとしても利用されている。
小菅村の長作地区とその他の地区を結ぶ道として、古くから丹波山村・小菅村と上野原方面とを連絡する要所として歩かれていた。同じく山梨県内の連絡に歩かれていた松姫峠などに比べると、標高が低く川に沿っているため傾斜も比較的緩くなっており、途中各所に集落が開けている。
現在は山梨県道18号上野原丹波山線が通るが、道路敷設時に鶴峠付近は切り通されており、また斜面には道路が付けられていて、かつて歩いて峠を越えていた頃の面影は見られない。付近には長作観音堂（国の重要文化財）などが残り、古くからの生活があった様子をうかがうことができる。小菅村へ至る公共交通は主にJR青梅線奥多摩駅から運行しているものの、東部の地域を除けば上野原市の方が近いため、救急車など緊急用車両は鶴峠経由での運用が主になっている。

### 小菅村長作地区
鶴峠により隔てられた長作地区は、同じ小菅村内で隣接する白沢地区よりも、上野原市西原地区の方が近く、約3kmで出ることができ、ここからは路線バスも毎日運行されている。また郵便物の配達も長作地区のみ上野原局担当、他の小菅村内は丹波山局担当となっている。なお長作地区には平安時代に建てられた国の重要文化財である長作観音堂がある。

## 公共交通
小菅村営バス（村営バス時刻表）
- 役場前・小菅の湯・白沢・金風呂・小永田・橋立・白沢・長作の各地区連絡バスが、白沢〜長作間で鶴峠を通過する。またこのバスは途中で西東京バス・奥多摩駅発着便に接続する。鶴峠通過は平日は小菅の湯方面2本、長作方面1本、平日の10時半以降と日曜日以外の休日はデマンド運行のため要予約。予約の際に富士急バスに乗り継ぐことを申告すれば、飯尾まで運行。（2020年11月現在）。

富士急バス
- 上野原駅 - 棡原 - 郷原 - 飯尾 - 鶴峠 - 小菅の湯 - 松姫峠[1]

松姫峠行きは、観光客向け路線で春秋季の土休日のみ運行。
- 上野原駅 - 棡原 - 郷原 - 飯尾[1]

長作地区から徒歩約3kmの西尾地区飯尾までの便は、平日は2.5往復、土休日は5往復運行されている（2016年1月現在）。
春季、秋季のみ初便は飯尾を越え、鶴峠まで乗り入れる（2016年1月現在）。